# Santa Bárbara (Cabo Verde)
Santa Bárbara é uma vila na nordeste da ilha Brava, Cabo Verde.

## Vilas próximos ou limítrofes
- Furna, norte
- Mato Grande, sul
- (Cidade) Nova Sintra, oeste